# Leiten (Gemeinde St. Jakob in Defereggen)
Leiten ist eine Einzelsiedlung der Fraktion Oberrotte in der Gemeinde St. Jakob in Defereggen im Defereggental (Osttirol).

## Geographie
Leiten liegt in 1480 bis 1490 Metern Höhe auf der Sonnenseite des Defereggentals rund 90 Meter oberhalb der südlich fließenden Schwarzach. Leiten wird im Westen vom Putschtalbach, im Osten vom Schettgraben begrenzt. Der Schettgraben bildet dabei die Grenze zur benachbarten Rotte Jesach, im Osten liegt jenseits von Putschtalbach und dem Mühlbach der Weiler Grandeggen. Unterhalb bzw. südlich von Leiten liegt die Einzelsiedlung Unterleiten und die Defereggentalstraße (L25). Von der Defereggentalstraße führt eine Straße über Jesach zur Hofstelle Groll nach Leiten.
Leiten besteht aus vier Gebäuden mit zwei Adressen. Es handelt sich dabei um die Hofstellen Gorlis (Oberrotte 7) und Groll (Oberrotte 8). Auf der Hofstelle Gorlis befinden sich der Paarhof Gorlis sowie ein sich daran anschließendes Austragshaus. Vom Wirtschaftsgebäude des Paarhofes hat sich jedoch nur eine Ruine erhalten. Die Hofstelle Groll besteht ebenfalls aus einem Wohn- und einem Wirtschaftsgebäude.

## Geschichte
Den Grundstein für die Besiedlung von Leiten wurde durch die mittelalterliche Schwaige (Urhof) Leiten (Auf der Laitn) gelegt. Die Schwaige erhielt ihren Namen vom mittelhochdeutschen Wort für einen Bergabhang. Grundherrschaft des Freistifts Leiten war das Schloss Bruck in Lienz.
Leiten wurde von der Statistik Austria lange Zeit nicht extra ausgewiesen, sondern vermutlich bei Jesach oder anderen Ortschaften mitgezählt. Erst 1971 findet sich Leiten im Ortsverzeichnis angeführt, als es als Einzelsiedlung zwei Gebäude und 18 Einwohner beherbergte. 1981 lebten sechs Menschen in zwei Gebäuden. Seit 1991 wird die Bevölkerung von Leiten nicht mehr gesondert ausgewiesen.

## Bauwerke
Das zweigeschoßige Wohngebäude des Paarhofs Gorlis wurde in steiler Hanglage auf talseitig geschoßhohem Kellerfundament in Kantblockbauweise errichtet. Es besitzt einen Baukern aus dem 18. oder 19. Jahrhundert und hat sich nahezu unverändert erhalten. Das zweigeschoßige Austraghaus mit Satteldach wurde Anfang des 20. Jahrhunderts angebaut.